# Martin Brendel
Martin Brendel, född den 12 augusti 1862 i Niederschönhausen i nuvarande Berlin, död den 6 september 1939 i Freiburg im Breisgau, var en tysk astronom.
Brendel blev professor i Göttingen 1898 och direktör för observatoriet i Frankfurt am Main 1914. Han var mångårig elev till Hugo Gyldén i Stockholm och ägnade sig nästan uteslutande åt tillämpningen av dennes störningsteori på de små planeterna samt utgav en serie avhandlingar.
Asteroiden 761 Brendelia är uppkallad efter honom.